# Samuele Zoccarato
Samuele Zoccarato, né le 9 janvier 1998 à Camposampiero, est un coureur cycliste italien. 

## Biographie

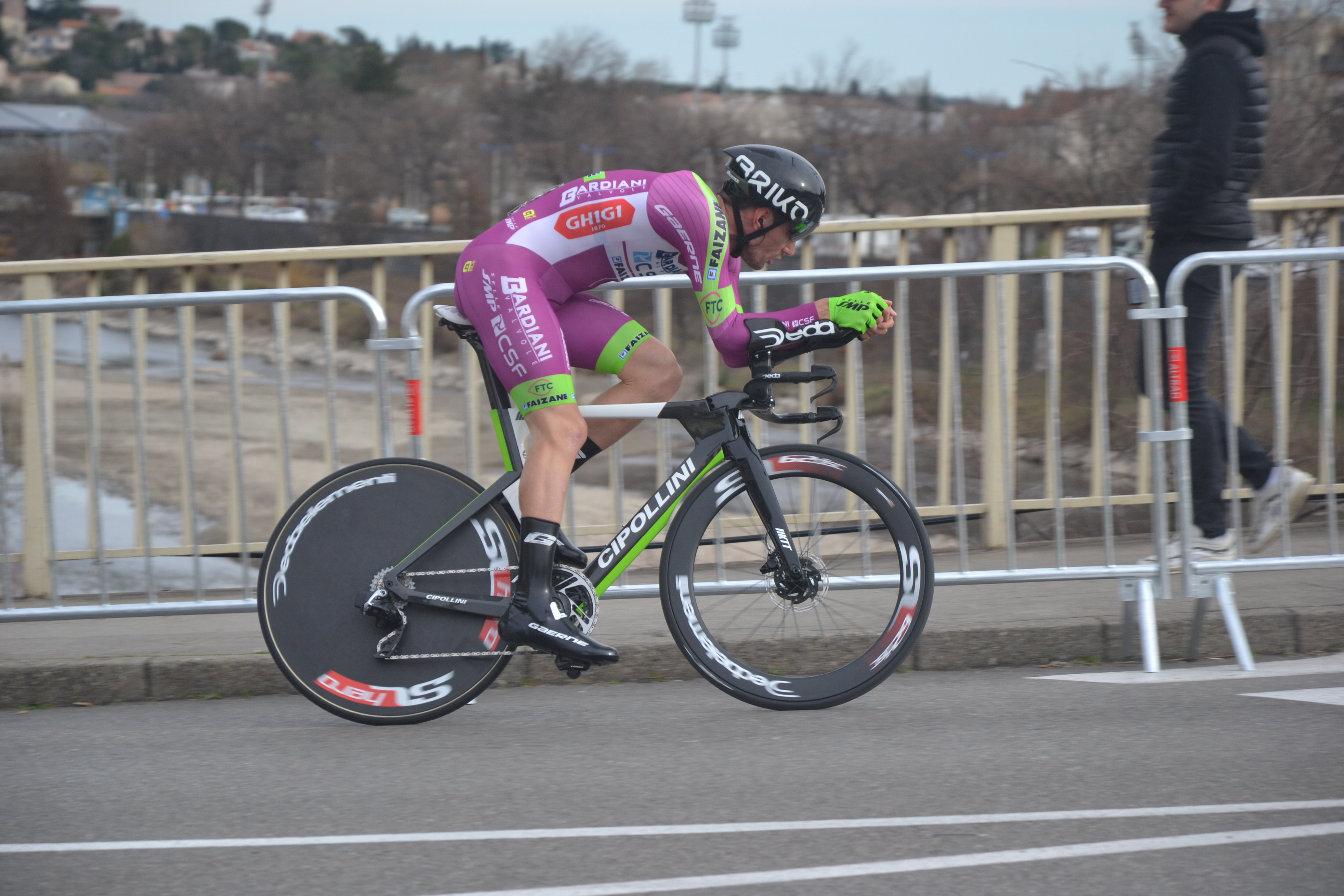
Samuele Zoccarato lors de l'Étoile de Bessèges-Tour du Gard 2022

### Débuts et carrière au niveau continental
Samuele Zoccarato est né à Camposampiero, une commune située en Vénétie. Il grandit dans la localité voisine de San Giorgio delle Pertiche. Très rapidement, il découvre le vélo en suivant ses grands frères, eux-mêmes coureurs cyclistes au niveau amateur. Il pratique ce sport depuis l'âge de cinq ans,.
En 2018, il est membre du club General Store-Bottoli-Zardini. Avec cette formation, il se révèle au niveau international en remportant la Ruota d'Oro, réservée aux moins de 23 ans. Il se classe également quatrième du Grand Prix Industrie del Marmo et du championnat d'Italie du contre-la-montre espoirs. Chez les amateurs, il obtient une victoire et diverses places d'honneur. 
En 2019, il décide de rejoindre l'équipe continentale IAM Excelsior, basée en Suisse. Sous ses nouvelles couleurs, il finit meilleur grimpeur du Tour du Jura (troisième d'une étape) et cinquième du Piccolo Giro di Lombardia. Il fait ensuite son retour en Italie à partir de 2020 en rejoignant la structure Colpack-Ballan. Sa saison est toutefois perturbée par la pandémie de Covid-19 et plusieurs chutes. À deux reprises, il se fracture la clavicule. Il brille néanmoins sur le Tour d'Italie espoirs en terminant troisième de l'étape reine, qui emprunte les cols de Gavia et du Mortirolo. La même année, il se classe trente-sixième du Tour d'Émilie, au milieu de plusieurs coureurs du World Tour. Il est repéré à cette occasion par Bruno Reverberi, le manager de l'équipe Bardiani CSF Faizanè.

### Carrière professionnelle
Il passe finalement professionnel en 2021 chez Bardiani-CSF-Faizanè, une UCI ProTeam. Dès sa première saison, il parvient à terminer troisième du championnat d'Italie sur route, derrière Sonny Colbrelli et Fausto Masnada. Il se fait aussi remarquer par ses échappées au Tour de Turquie, à la Nokere Koerse, au Tour de Belgique aux Strade Bianche et au Tour d'Italie. Le 19 septembre, il prend la septième place du Trophée Matteotti. 
En 2022, il est de nouveau présent dans diverses échappées. Il prolonge ensuite son contrat avec Bardiani pour 2023. Tout comme les années précédentes, on le retrouve souvent à l'avant de la course. Il remporte ainsi le classement de la montagne au Tour de la Communauté valencienne, au Tour de Slovénie puis au Czech Tour, où il se classe aussi quatrième d'une étape. Sa saison est cependant interrompue dès le mois d'aout en raison d'une chute sur le Tour du Limousin. 
En mars 2024, il participe à Milan-San Remo, où il est membre de la première échappée. Quelques semaines plus tard, il passe tout proche de sa première victoire professionnelle en terminant deuxième d'une étape du Tour de Grèce.

## Palmarès et résultats

### Palmarès par année
- 2018
  - Coppa 1° Maggio
  - Ruota d'Oro
  - 3e du Grand Prix de la ville de Vinci
  - 3e du Grand Prix Colli Rovescalesi
- 2021
  - 3e du championnat d'Italie sur route
- 2024
  -  Champion d'Italie de gravel[7]

### Résultats sur les grands tours

#### Tour d'Italie
3 participations
- 2021 : 105e
- 2022 : abandon (7e étape)
- 2023 : abandon (8e étape)

### Classements mondiaux
| Année                                 | 2018  | 2019  | 2020  | 2021 | 2022 | 2023 | 2024  |
| ------------------------------------- | ----- | ----- | ----- | ---- | ---- | ---- | ----- |
| Classement mondial                    | 1211e | 2098e | 1982e | 649e | 919e | 940e | 1435e |
| UCI Europe Tour                       | 748e  | 1372e | 1446e | 519e | 675e | nc   | nc    |
|                                       |       |       |       |      |      |      |       |
| Légende : nc = non classéSource : UCI |       |       |       |      |      |      |       |